# Hugo de Lusignan

Hugo de Lusignan (en francés: Hugues de Lusignan; 1335 - 1385) fue un príncipe chipriota. Era el único hijo de Guido de Lusignan, el hijo mayor del rey Hugo IV de Chipre y María de Borbón. Vivió exiliado en Nápoles con su madre desde 1346 hasta 1365. Desafió la sucesión de su tío Pedro I de Chipre en 1359, y fue compensado con una pensión anual de 50.000 besantes. La Crónica de Amadi registra que Hugo solicitó el apoyo del papa Inocencio IV. Fue nombrado senador de Roma en 1360. Después de la muerte de su padrastro Roberto de Tarento en 1364, Hugo y su madre impugnaron la sucesión de Felipe II de Tarento como emperador titular latino de Constantinopla y soberano del Principado de Acaya, de la que su madre retuvo la efectiva posesión. Hugo fue nombrado príncipe de Galilea por su tío Pedro I en 1365. Al mando de una fuerza de 12.000 mercenarios, desembarcó en Grecia en 1366, lo que provocó una guerra civil en Morea que duró hasta 1370 cuando su madre vendió sus derechos del Principado a Felipe II de Tarento, aunque el propio Hugo partió de Grecia en 1369 después del asesinato de su tío Pedro I para reclamar la sucesión chipriota.

## Ancestros
- Datos: Q3142724
- Multimedia: Hugh of Lusignan, Prince of Galilee / Q3142724